# 鲩楚克拉虫
鲩楚克拉虫（学名：Zschokkella ctenopharyngodonis）为两极科楚克拉虫属的动物。在中国，分布于湖北等，营寄生生活，寄生在鲩的胆囊。